# Drosophila cuzcoica
Drosophila cuzcoica är en tvåvingeart som beskrevs av Oswald Duda 1927. Drosophila cuzcoica ingår i släktet Drosophila och familjen daggflugor.
Artens utbredningsområde är Peru.